# Lasianthaea macrocephala
Lasianthaea macrocephala là một loài thực vật có hoa trong họ Cúc. Loài này được (Hook. & Arn.) K.M.Becker mô tả khoa học đầu tiên năm 1979.